# Projektorganisation
En projektorganisation är en organisation som jobbar i projektform och skapas bland annat när en basorganisation behöver bli mer flexibel. En basorganisation är ofta uppbyggd på ett sätt som förutsätter att fasta och stabila rutiner finns, men omvärlden utvecklas ständigt och sätter därmed press på att organisationer ska utvecklas i takt med den. För att en basorganisation ska utvecklas skapas ofta olika projekt och därur kommer projektorganisationsformen som då fungerar som ett flexibelt och dynamiskt komplement till den annars dominerande basorganisationen. Det finns organisationer som bygger på att de regelbundet utvecklar nya projekt och där är projektorganisationsformen den organisationsform som dominerar. Exempel på sådana organisationer är ingenjörsfirmor  och entreprenörsföretag. Det finns även organisationer som har projektorganisation som en permanent organisationsform, exempelvis skatteförvaltningen.
En projektorganisation medför att organisationens hierarkier planar ut och att gränserna i företaget suddas ut till förmån för nätverk och samarbeten. Projektorganisationen bidrar också till en ändrad syn på konkurrensen både inom och mellan företag och branscher.

## Arbetssätt
En betydande funktion inom en projektorganisation är att projektgruppen vanligtvis verkar som en självständig organisation där projektledaren har auktoritet och ansvarar för projektet, dock måste information om resultat regelbundet meddelas till organisationens ledning och huvudstyrelse. Vid komplicerade projekt kan projektledaren inskaffa experter från basorganisationen eller från andra projektgrupper. När detta sker tar projektledaren kontakt med huvudledningen innan förflyttning. Vanligtvis är medlemmarna anslutna till endast ett projekt med en konkret start- och slutpunkt men om organisationsprojekten är av liknande karaktär som följer efter varandra samt levererar bra resultat, kan ledningen permanent anställa de projektmedlemmarna som berör de projekten. Om organisationen åtar sig flera olika projekt, prioriteras de olika projekten utifrån funktionsnytta, vilket påverkar den resurstillgång och de verktyg som projektgruppen tilldelas av huvudstyrelsen. Vad som betonas med projektorganisationen och de grupper den omfattar är att alla projekt har en tidsram. Projektorganisationen är en temporär del av basorganisationen vilket medför en stor osäkerhet för projektmedlemmarnas framtid. Tidigare fast anställda kan ha svårt att återgå till arbetsuppgifter i basorganisationen efter avslutade projekt. Det ställer krav på medarbetarnas flexibilitet och anpassningsförmåga.

## Uppbyggnad
Projektorganisationen kan delas in i tre delar.

### Arbetsdelen
Arbetsdelen består av medarbetarna som har hand om lösningen av problemet.

### Projektledningsdelen
Projektledningsdelen består av projektledaren som dagligen arbetar med att genomföra uppgiften. En projektledare är ofta en person som är högt uppsatt i organisationen och har en bra överblick över organisationens affärsfunktioner och personal.
Det är vanligt vid större projekt att man organiserar dessa hierarkiskt. Man har då inte bara en person som projektledare utan även delprojektledare som har en lägre hierarkisk ställning. Dessa är ofta ansvariga för olika specificerade delprojekt. Det är också vanligt att man anställer en projektadministratör som biträder projektledaren med ekonomisk uppföljning och planering av arbetet.

### Beslutsdelen
I beslutsdelen ingår den så kallade styrgruppen som fungerar som en uppdragsgivare till projektet. En projektorganisation arbetar med en rad olika områden vilket gör att arbetsuppgifterna är av varierande art. Det som är gemensamt för alla projekt är att de ofta kännetecknas av  att det finns en start- och slutpunkt, det handlar om komplexa uppgifter samt att den har en viss storlek mätt i resurskrav och tid.

## För- och nackdelar med projektorganisation
En av fördelarna att jobba i projektform är att projektorganisationen kan gå in på djupet och verkligen specialisera sig på den delen som ingår i det området. 
En nackdel är att det kan vara dyrt att jobba i projekt, då det kan vara resurskrävande.Ett problem med projektorganisationer är att den kunskap och kompetens som uppstår i en projektgrupp ofta är svår att föra vidare till andra projektgrupper. Forskning inom detta finns men det finns än så länge inga generella strategier för hur detta ska kunna ske på ett smidigt och effektivt vis.
Den senaste tiden har det uppstått ett större intresse för att använda projektarbetsformen inom den privata och offentliga sektorn. Det beror på att den tillför en rad nya möjligheter där den formella organisationen är begränsad.
Exempel på möjligheter:
- Det ges möjlighet till en större frihet och utrymme vid uppgiftslösning
- Genom att man effektivitetsfördelar uppnås det mer omfattande och genomarbetade lösningar.

Utöver detta tillkommer flera fördelar av social och motivationsmässig karaktär.